# 日本鰻鱺
日本鰻鱺（学名：Anguilla japonica，俗名白鳝、青鳝、鳗鱼、白鰻）為鰻鱺属的一種鱼类，由于过度捕捞，日本鳗鲡数量极速减少，2014年时被国际自然保护联盟评估为濒危物种。

## 分布
本魚分布於馬來半島、朝鮮半島、日本、台灣、中華人民共和國沿海与太平洋水系入海河流（四川境内的长江干流、金沙江、岷江、涪江、嘉陵江、沱江、渠江等水系）、菲律賓群島等地的淡水溪流中。該物種的模式產地在日本長崎。

## 特徵
本魚體延長呈圓柱形，頭部呈錐型，但肛門後的尾部則稍側扁。鱗片細小，埋皮下，背鰭及臀鰭均與尾鰭相連。胸鰭位於鰓蓋後方，略呈圓形。魚體背部深灰綠或黑色，腹部白色，無任何斑紋，體表無任何花紋。成年體長可達40至90厘米，目前體型最大的日本鰻鱺長達150公分。

## 生態
屬於降海產卵的洄游魚類，在河流中生活6至8年後，成熟的個體於秋、冬季順河游入海中，在大洋深處產卵。卵孵化後隨海流漂送，經柳叶状幼体时期的變態行為，而達到河口成為透明的「鰻線」。雌鱼溯河，雄鱼在近海及河口附近索食生長。肉食性，以小魚、虾、蟹、水昆虫及动物尸体等為食物。

## 經濟利用

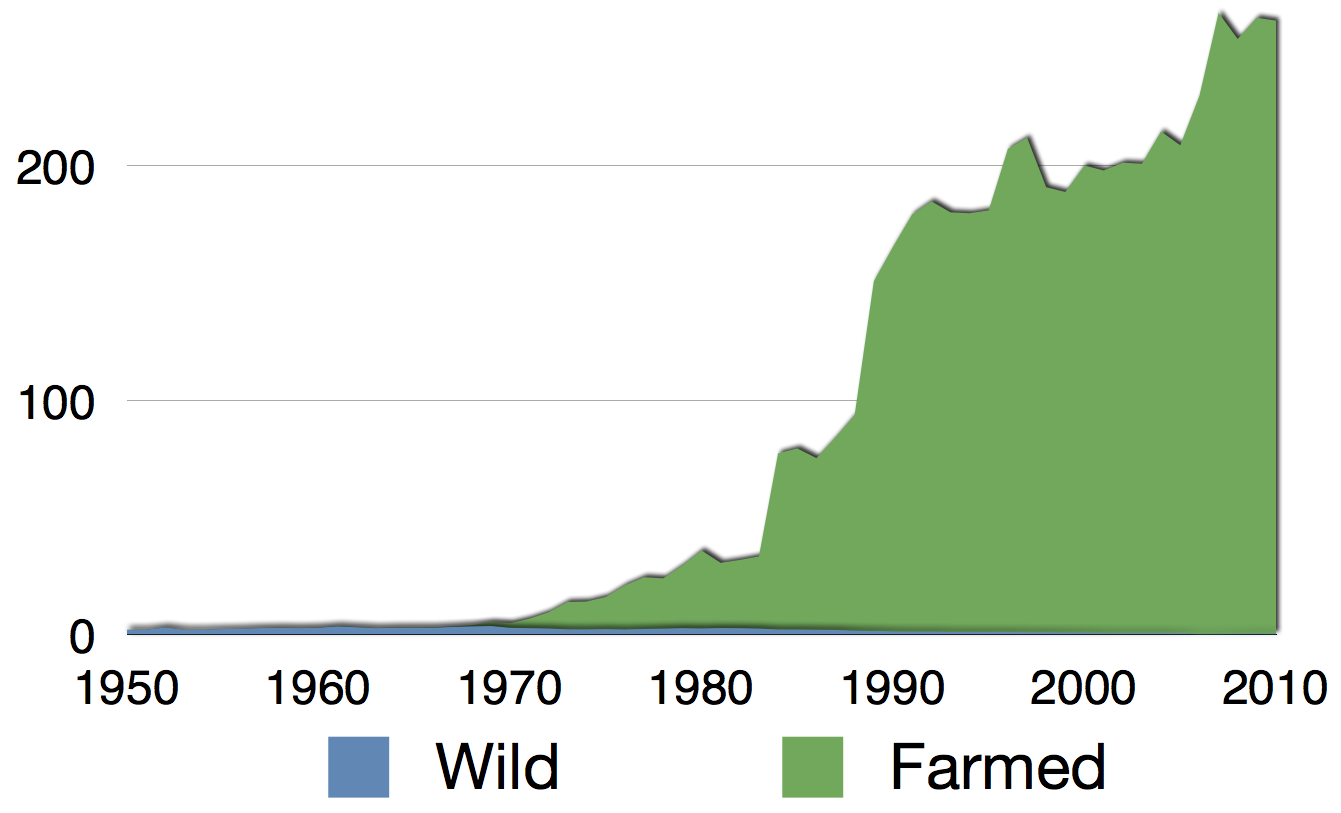
日本鰻鱺年產量，FAO數據

可以燒烤、煮湯、紅燒。常被加工製作成蒲燒鰻。現時科技仍未能人工繁殖日本鰻，故魚苗仍然是從海中捕獲再進行養殖。